# 比斯瓊戈區

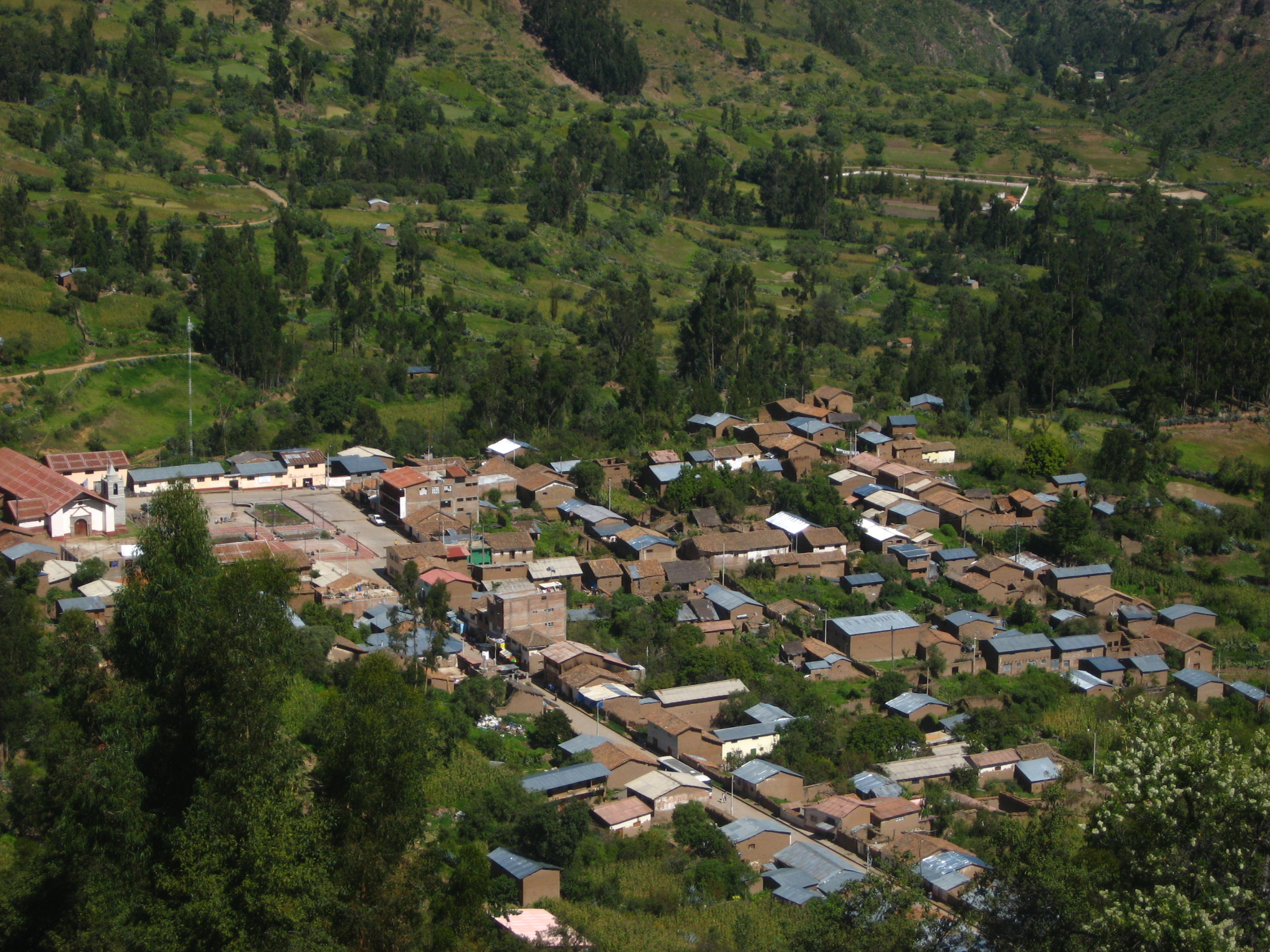

13°35′21″S 74°00′06″W / 13.5892°S 74.0018°W
比斯瓊戈區（西班牙語：Distrito de Vischongo），是秘魯的一個區，位於該國中南部阿亞庫喬大區的比爾卡斯瓦曼省，面積247.6平方公里，海拔高度3,126米，2005年人口4,625，人口密度每平方公里19人。